# Église Saint-Martin de Provin
 (avril 2017).
L'église Saint-Martin est une église située à Provin. 

## Repères historiques

### Un premier édifice
À l’occasion de son analyse de l’ouvrage du sociologue Gabriel Le Bras, L’église et le village, paru en 1976, Gérard Cholvy met en valeur le rôle important de l’église au sein du village et rappelle que l’église est la plus ancienne construction du bourg : « […] Les liens d’interdépendance qui unissent le village à l’église sont d’emblée étroitement soulignés dans une France qui fut tout à la fois, et pendant des siècles, rurale et pratiquante. L’Église a répondu aux besoins de sécurité et de dépassement qui habitaient les communautés. Par elle des lieux sacrés ont été christianisés. De beaucoup le plus grand bâtiment du village, le lieu de rassemblement pour la messe dominicale est au centre d’une activité de tous les instants, unissant le sacré au profane.[...]
Pendant des siècles, territoire de la commune et territoire de la paroisse ont été identiques. La paroisse a favorisé le groupement et les contacts entre habitants, surtout lorsque l’habitat est dispersé. Chapelles, oratoires, croix, calvaires, ermitages sont autant de rappels de la présence du sacré dans la communauté. »
Les églises qui se sont succédé à Provin, au coin des actuelles rues Jules-Guesde et Léon-Gambetta, si leur orientation a changé, ont toujours été bâties au même emplacement.
La chronique de Saint-Trond rapporte qu’« en 967, sous l’abbé Thietfrid, une illustre dame, Berthe, comtesse de Flandre, veuve consacrée à Dieu, étant allée visiter Notre-Dame à Aix-la-Chapelle, gagna, au retour, la ville de Saint-Trond, dans l’intention de prier sur le tombeau du saint patron. S’y étant arrêtée pendant quelques jours pour se reposer, elle y tomba malade. Ce qu’apprenant le comte Arnoul se rendit en toute hâte près de sa mère et là, à sa prière, pour le repos de son âme et de celles des siens, en présence de Thierri, évêque de Metz et de l’abbé Thietfrid, il donna au monastère de Saint-Trond, pour l’usage perpétuel des frères qui y servaient Dieu, la villa de Provin, située sur la Deûle, dans la châtellenie de Lille, in castellania Ylensi, avec les serfs, les terres, les dîmes, les bois, les prés, les eaux et les pêcheries, avec l’église paroissiale et toutes les dépendances de la villa, afin d’obtenir, par les mérites du saint patron, le pardon de ses péchés. […] Cela fait, l’état de la comtesse s’aggravant, elle reçut les derniers sacrements et rendit son âme à Dieu le 17 des calendes d’août 967 ». Au Xe siècle donc, Provin disposait déjà d’une église, mais les paroissiens provinois ne pourront bénéficier des offices d’un prêtre « à temps plein » qu’au XVIIIe siècle.

### AuXVIIIesiècle
La première représentation d’une église provinoise remonte semble-t-il à la magnifique illustration qui figure sur l’un des Albums de Croÿ : au bout d’un chemin, dans un paysage légèrement accidenté, l’église domine le village, déjà située sur le côté gauche de la route venant de Bauvin.
Nous savons, grâce à l’abbé Théodore Leuridan que dans la nef droite de cette ancienne église, sur une tête de poutre sculptée figurait l’année 1533. Il ajoute qu’en 1632 quelque part y était suspendu « un tableau représentant un seigneur pèlerin, arrivant en vue d’une ville et accompagné d’un saint. » Une cloche de cette église sera vendue à l’échevinage de Provin en 1686 (archives du Chapitre Saint-Pierre de Lille), peut-être par François et Jean-Baptiste-Joseph Barbieux, fondeurs.

### 1728, année importante
Le 22 juin 1589, l’évêque Jean Vendeville, du diocèse de Tournai, dont dépendait Provin, divise son diocèse en douze doyennés ; un certain nombre de paroisses sont alors rattachées au décanat de Carvin, dont Bauvin et Provin, qui, à l’époque, ne formaient qu’une seule paroisse, nous dit l’abbé Théodore Leuridan dans sa Notice historique sur Carnin parue en 1900, retranscrivant le texte en latin : « Decanatus Carviniensis quindecim (parochias habebit) : Carwin, Carnin, Camphin, BovinProvin, Atiche, Annoeulin, Meurchin, Phalempin, Thumeries, Wahagnies, Gondecourt, Alenne, Herin, Chemy, Pont-à-Vendin. »

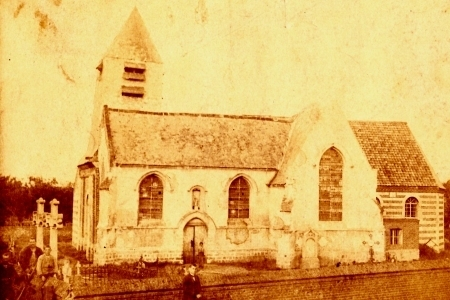
L’église de Provin, inaugurée en 1728, restaurée en 1814 et détruite en 1892.

En 1728, Provin devient une paroisse détachée de Bauvin. La photographie ci-contre est celle de l’église inaugurée en 1728, restaurée en 1814 et détruite en 1892. Charles Masson en a été le premier prêtre, jusque 1745.
Un sujet d’étonnement : le Petit dictionnaire historique et géographique de la Châtellenie de Lille précise que le doyenné de Seclin a 32 cures, dont Provin & Bauvin, unies, dépendant de l’Abbé de SaintVaas à Arras. Or cet ouvrage est paru en 1733, cinq ans après le détachement de la paroisse. Et en 1737, Charles Masson signera encore curé de Bauvin-Provin, alors que les deux paroisses sont distinctes.

### À l'époque de la Révolution française
En 1789 les communes du canton et décanat (doyenné) de Seclin appartiennent à la Flandre wallonne, sont du ressort de la gouvernance de Lille et dépendent du diocèse de Tournai. Cependant, alors donc que Bauvin dépend du diocèse de Tournai, ainsi qu’Annœullin, Provin dépend du diocèse d’Ypres.
« L’Assemblée nationale, aspirant à plus d’unité, de liberté et d’égalité en France, proclama l’abolition du régime féodal, des parlements et des provinces ; elle établit la Cour de cassation et divisa la France en 83 départements. Dans son irrésistible fureur de destruction, elle abolit les titres de noblesse, et, n’étant plus composée en grande partie que de bourgeois, elle voulut s’emparer des biens de l’Église. Elle supprima les vœux monastiques […]. Violant la liberté des cultes, elle prétendit imposer de force au clergé et au peuple une constitution schismatique et janséniste menteusement appelée civile. »
Le 21 décembre 1790, les prévôt, doyen et chanoines du chapitre de la cathédrale d'Arras avaient rédigé, contre l’arrêt du département qui lui ordonnait de se dissoudre et contre la constitution civile du clergé, une protestation aussi digne que ferme. De ce long réquisitoire, qui mériterait d’être cité en entier, retenons ces quelques questions qui sont autant de reproches : « les limites des diocèses, sans l’intervention de l’église et contre son vœu, déplacées, confondues ? Une foule de pasteurs légitimes arrachés à leurs propres troupeaux, et une multitude de fidèles sans pasteurs, ou, ce qui serait plus déplorable encore, conduits par des pasteurs intrus et sans mission ? Les assemblées religieuses […] transformées aujourd’hui en assemblées politiques, où l’on ne connaît que la qualité de citoyen, où le corps du peuple et du clergé n’est point admis, où des juifs, des hérétiques, de prétendus philosophes peuvent avoir la principale influence et où […] se fera juridiquement l’élection des évêques et des pasteurs ? […] Ces grands monastères, que les Belges et l’Artois avaient multipliés à l’envi, qu’ils ont protégés si constamment contre l’injure des temps et les fureurs des guerres, frappés du coup mortel qui doit bientôt les faire disparaître de l’Église et de l’Empire ? »
M. Carpentier est nommé curé de Provin à partir de 1792. Il était prêtre constitutionnel, c’est-à-dire nommé par l’État révolutionnaire en 1791. Le prêtre constitutionnel adhère à la Constitution civile du clergé (condamnée par le pape Pie VI) en prêtant serment à la Nation. Son statut est celui de salarié et d’agent de l’État, il ne dépend plus du Saint-Siège. Environ 50 % des curés de l’Ancien Régime ont prêté le serment. Le clergé constitutionnel a existé de 1790 jusqu’au Concordat de 1801 signé entre Napoléon Bonaparte et le Pape Pie VII.
L’Inventaire des Archives Ecclésiastiques révèle qu’au sortir de la Révolution « deux cents de terre communale seront vendus, dont le produit sera employé à réparer les dégâts de la guerre et à acheter une cloche. »

### AuXIXesiècle
La cloche demandera des soins attentifs : fondue par Drouot en 1828 (elle sera refondue en 1899), elle portera le nom de Marie de Provin ; sa marraine est une certaine Albertine et son parrain Antoine Thobois. Théodore Leuridan ajoute que le curé de la paroisse était alors Charles Delaeter. Dix ans plus tard, la cloche, fêlée, sonne faux ; le prix demandé par les fondeurs est trop élevé ; M. le Maire, M. Thobois, s'adresse au Préfet, qui ne pourra subventionner qu’une partie du coût. Le Conseil Municipal, réuni en ce 21 février 1838, prend la chose très au sérieux : « Pour subvenir aux frais de refonte de la cloche, il y a lieu de voter une imposition extraordinaire. » Un mois plus tard, le 23 mars 1838, se déroule une séance extraordinaire en présence des douze plus forts contribuables de la commune. Une imposition extraordinaire valable pour l’an 1839 est votée en vue de la refonte de la cloche, qui sera effectuée cette même année.
Les plans cadastraux du XIXe siècle précisent l’orientation de cette église : l’arrière de l’église donne sur l’actuelle rue Léon-Gambetta. Le chœur est donc tourné vers l’est. Le plan de 1806 indique le cimetière, situé en partie sur l’actuel square Georges-Brassens. L’église nécessite des réparations en 1814.
Celle qui sera construite en 1897-1899 a changé d’allure. Son entrée est face à la rue principale du village. L’abbé Théodore Leuridan, en 1906, confirme cette construction dans son ouvrage Épigraphie du Nord) : L’ancienne église de Provin a été remplacée, en 1895, par un édifice roman construit d’après les plans de Paul Destombes, architecte à Roubaix. Au-dessus du portique figure l’inscription : Érigée en 1895. M. L. Menu, maire ; M. A. Mortelecque, adjoint. La cloche, quant à elle, porte la dédicace suivante : « Je m’appelle Marie de Provin, donnée par les paroissiens ; en leur nom je célèbre la gloire de Dieu et les louanges de Marie. Baptisée l’an du Seigneur 1899, j’ai eu pour parrain Louis Legrain, président du Conseil de fabrique, pour marraine Adèle Fourmaux ; Louis Menu-Sion étant maire, Désiré-Joseph Van Costenobel, curé.»

### Au lendemain de la Première Guerre mondiale

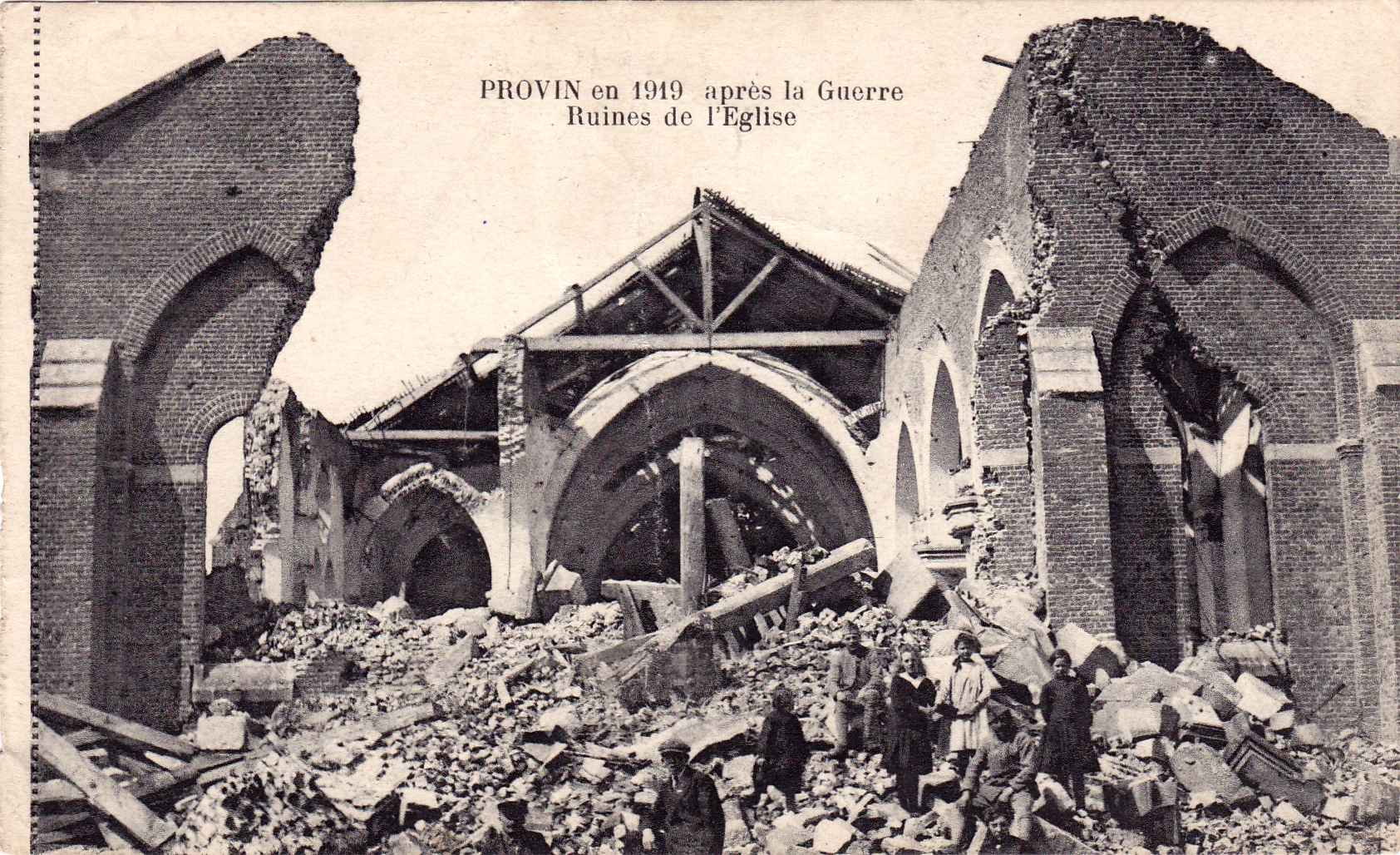
L'église de Provin en ruines, en 1919.

Briques et bois enchevêtrés : voici ce qu’il reste de l’église après sa destruction par les Allemands vers la fin septembre 1918. « La puissance hautement symbolique que revêt l’image de clochers décapités, de murs pantelants, voire de simples amoncellements de gravois signalant l’emplacement du sanctuaire englouti par la tornade de feu […] est à la mesure de l’enjeu que représentent tout à la fois la destruction et le relèvement des églises, signes identitaires et fondateurs des territoires. La destruction de l’église, et plus particulièrement l’église de village dans ce conflit qui a majoritairement pour théâtre le monde rural, porte en elle une telle charge émotionnelle que sa renaissance impose d’emblée des contraintes particulières. »
À Provin, les travaux de remise en état commenceront par le presbytère, « pour le rendre en état d’habitabilité », et seront approuvés par le Conseil municipal, le 27 novembre 1919, qui demandera en novembre 1920 la destruction du blockhaus construit pendant la guerre dans la cour du presbytère. Le Conseil réitérera cette demande le 27 août 1924 ; il est vrai que la démolition pouvait attendre, il y avait tant à réparer, à reconstruire dans le village et les habitations dites semi-provisoires revêtaient un caractère d’une toute autre urgence. « La loi du 15 août 1920 et son décret d’application du 9 octobre fixe dans le marbre de la loi, l’existence réglementaire des Sociétés Coopératives [de Reconstruction des Églises Dévastées], et encadre leur fonctionnement. Des statuts types, diffusés par les services préfectoraux, doivent permettre d’harmoniser l’organisation de chacune de ces sociétés. De fait, les sociétés coopératives diocésaines s’appuient sur les mêmes statuts que ceux régissant le fonctionnement des coopératives civiles. […] Comme toutes les sociétés coopératives de reconstruction, la Diocésaine est formée d’adhérents, en l’occurrence, une majorité de maires, qui délèguent massivement les indemnités communales de Dommages de guerre pour leur église à la gestion de la Coopérative Diocésaine, ainsi que la maîtrise d’ouvrage des travaux de reconstruction. » Il ne figure dans les registres des délibérations du Conseil municipal aucune trace d’un tel accord.
« Considérant que la reconstruction totale de l’église s’impose, il y a lieu d’autoriser Monsieur le Maire à faire établir par M. Duthoit, architecte, les projets et devis de ladite église. » C’est le 28 juin 1923 que cette décision est prise. Il faudra cependant encore quelques années avant que le projet ne soit mené à son terme. En février 1924, le Conseil municipal considère que les travaux sont urgents et décide de s’engager, une partie du financement étant assurée par les dommages de guerre. M. Duthoit, architecte de la commune, présente les « plans dressés pour les travaux de construction de la maison du directeur d’école de garçons et de la reconstruction de l’église. » Le 25 avril 1924 pourtant, la Commission départementale des bâtiments civils donne un avis défavorable, relevant des erreurs de conception tant esthétiques qu’architecturales et un devis insuffisamment précis. Le 27 août 1924 le Conseil « approuve le devis descriptif et approximatif de la reconstruction de l’église s’élevant à la somme de six cent deux mille cent quarante-sept francs quatre-vingt-six centimes (602 147,86 F). » Mais le 4 novembre, ce sont deux projets de reconstruction qui seront présentés au préfet par le maire, avec le souhait de reconstruire l’église telle qu’elle apparaissait, dominant le village avant sa destruction ; l’on souhaite, répète-t-on en mars 1929, « l’exacte reconstitution de l’église telle qu’elle était en 1914. »
En décembre, le Conseil municipal approuve l’étude et lance l’exécution du projet. L’emprunt lancé est accepté en janvier 1927, les travaux de reconstruction pourront débuter au printemps. La réception définitive des travaux aura lieu le 18 mars 1932.

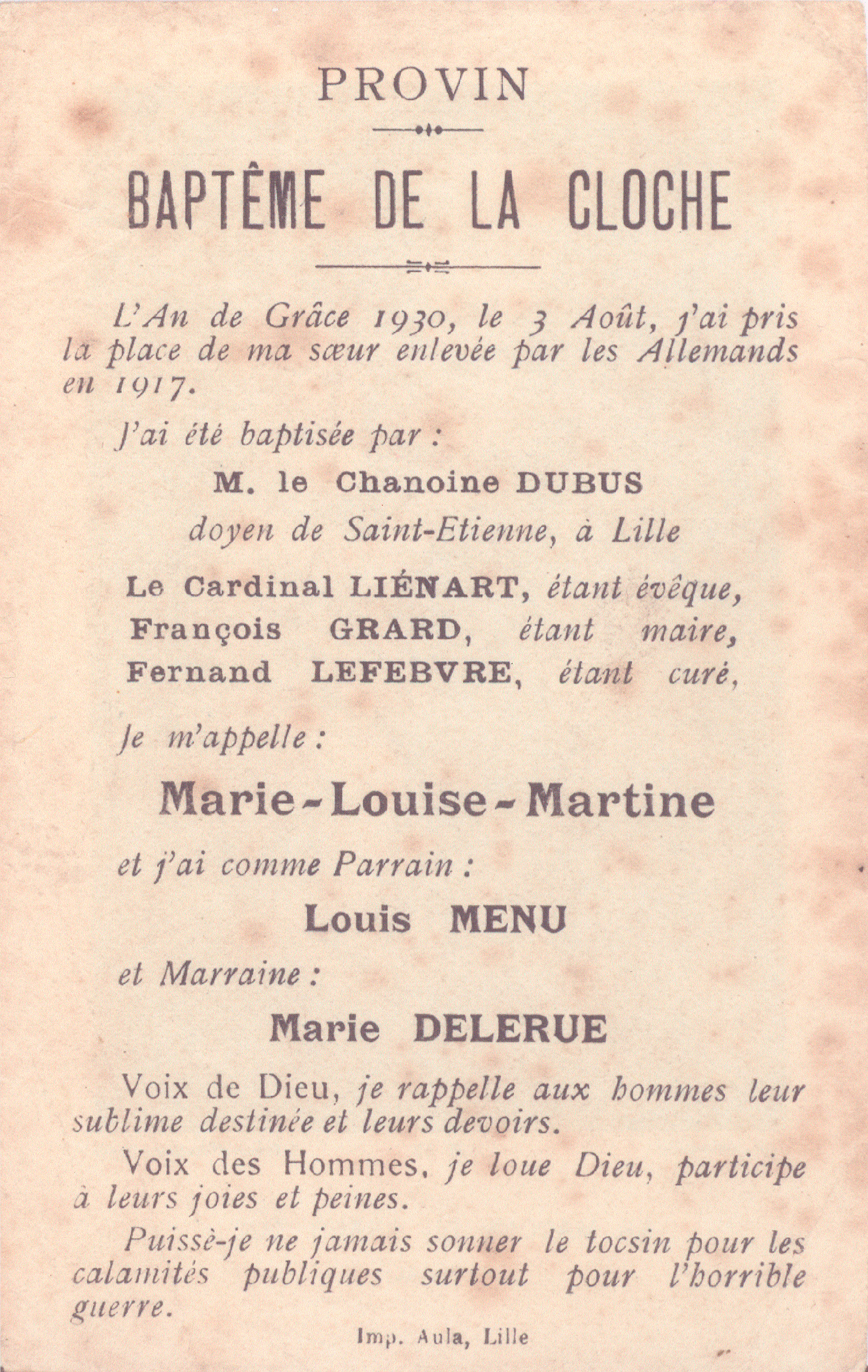
Le baptême de la cloche.

M. Ch. Wauthy, fondeur à Sin-le-Noble, exécutera, livrera et posera une nouvelle cloche, l’ancienne ayant été démontée et emportée par les Allemands en 1917, dans les conditions reprises dans la délibération du 15 mai 1930 : « M. Ch. Wauthy s’engage à effectuer les travaux de livraison et pose d’une cloche en bronze donnant le « Fa », pesant 880 kilos, ayant 1m.22 de diamètre pour l’église de Provin pour le prix net et à forfait de vingt mille sept cent cinquante francs. Ce prix s’entend pour cloche munie de tous ses accessoires, comprenant : mouton battant, baudrier, roues, cordes, coussinets à billes, etc., mise en place dans le chœur de l’église pour la Cérémonie de la Bénédiction sur tréteaux spéciaux et montée au clocher, ainsi que charpente pour recevoir ladite cloche avec poutres supports de 400 x 450 x 4m.700 en orme, le tout rendu posé. […] M. Ch. Wauthy s’engage à exécuter et à poser ladite cloche dans toutes les règles de l’art avec la plus grande célérité et avec des matériaux de tout premier choix. » Le baptême de la cloche se déroulera le 3 août 1930. En témoigne cette image pieuse dont le recto porte l’inscription ci-contre. La réception définitive des travaux d’installation de la cloche aura lieu le 3 novembre suivant.
Une ristourne importante ayant été accordée au titre du prêt pour le matériel cultuel de l’église, Monsieur le Maire propose d’en affecter une partie au règlement des sommes restant dues à divers entrepreneurs ayant contribué à la reconstruction de l’église et de régler avec le reste disponible l’installation de l’horloge destinée à ladite église. Cette horloge sera installée par M. Jean Baptiste Philippe, fabricant d’horloges monumentales, 38 rue Jeanne d’Arc à Arras, décision prise le 3 juillet 1932 ; la réception définitive aura lieu le 18 décembre 1933. Le passage qui suit est extrait du devis signé par M. Philippe, M. Grard, maire, et les conseillers. Il ne s’agit pas d’une simple liste : l’amour du métier, du travail bien fait transparaît derrière les mots :

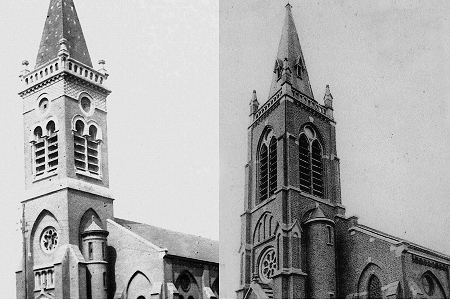
Le clocher de l’église de Provin, détruite en 1918, comparé à celui de l’église inaugurée en 1932.

« […] Une horloge deux corps de rouages, un pour les aiguilles et un pour la sonnerie, marchant tous les deux une semaine pour un remontage sonnant les heures et la demie sur une cloche de 880 k environ. Le bâti du mécanisme sera en fonte ainsi que les traverses vernies noires avec filet bronzé. Toutes les roues seront en bronze de première qualité à cinq bras, épaisses sur les dents du dixième environ de leur diamètre respectif. Dentures taillées à la machine. Arbres des roues en acier et pignons taillés. Les pivots rouleront dans des grains en bronze dur. […] Le mouvement sera muni d’un ressort métallique pour entretenir la marche de l’horloge pendant le remontage du poids moteur. Échappement à chevilles à balancier libre, battant la seconde, avec suspension à doubles lames, balancier à lentille lourde à tige compensatrice en sapin avec vis molletée pour le réglage. Un petit cadran d’émail fixé à l’horloge et indiquant les heures et les minutes permettra très facilement la remise à l’heure des cadrans extérieurs. […] Volant de sonnerie à ailes mobiles pour le réglage à volonté de la sonnerie. Levée du marteau faite au moyen de rouleaux en bronze ou d’acier trempé monté sur la deuxième roue. Sonnerie à roue de compte. Toutes les roues seront adoucies, les tiges polies, les levées et arrêts de volant seront polis et moirés. Les pièces à frottement dur susceptibles d’usure seront en acier trempé bleuies. Les tambours d’enroulement seront en acier ou cuivre tourné et poli. Rien ne sera rivé ni à demeure fixe. » La conclusion est édifiante : la solidité, les proportions et le fini du travail ne laisseront rien à désirer.
Ainsi que cela avait été souhaité, la reconstruction de l'église est faite pratiquement à l’identique.

### Après la Deuxième Guerre mondiale
À nouveau, la guerre a ravagé le Nord. Provin n’a pas été exempté des destructions, l’église en a encore pâti. Une grande partie des réparations sera prise en charge par les Dommages de guerre. En juillet 1950, Sœur Marie-Gabriel déplore l’état de l’église : « Beaucoup de vitraux ont été détruits pas faits de guerre et laissent passer la pluie et la poussière, de plus il pleut dans la sacristie. […] Le Conseil est d’avis de faire remplacer les vitraux cassés par du verre cathédrale, les verres remplacés seront peinturés en harmonie avec le sujet saint des vitraux. [Le Conseil] décide en outre de faire établir un devis pour le peinturage du chêneau et un devis pour la réparation de la toiture. » Mais en 1953 le Conseil Municipal demande le report de la partie des Dommages de guerre affectée aux vitraux de l’église sur les autres travaux indispensables et prioritaires sur le même édifice : « réfection totale de la toiture, de la plâtrerie endommagée, de la menuiserie abîmée et de l’installation électrique. » Une collecte a été effectuée auprès des paroissiens, un emprunt viendra compléter le montant des dépenses.

## Des interventions nécessaires
Dans le cadre des travaux de rénovation du clocher, le coq a été remplacé le 26 juin 1991 sous les yeux attentifs de l’abbé Ottewaere, du maire M. Maille et de la population.

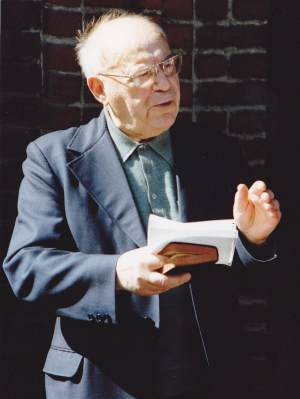
L’abbé Ottewaere, curé de Provin en 1991.
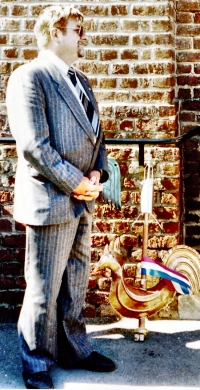
Le maire de Provin en 1991, M. Maille.
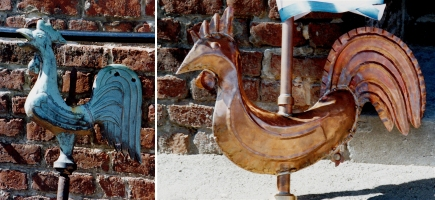
L'ancien et le nouveau coqs de l'église de ¨Provin, en 1991.

Pour des raisons liées à la sécurité, l'église Saint-Martin de Provin a été fermée en février 2016. Ravalement, désamiantage, nouvelle charpente, couverture, chauffage, vitraux, cloches encore... : ces travaux tant attendus ont commencé en janvier 2017 et devraient se poursuivre jusqu'en mars 2018.

## Saint Martin
Les églises de Provin semblent avoir toujours été dédiées à Saint Martin. Il sera difficile de trouver une preuve écrite de cette affirmation, mais l’on peut sans doute se fier à l’avis d’Albert Lecoy de La Marche en 1895 : « Dans aucun pays son nom n’a été attribué à une aussi grande quantité d’églises et de villages que dans le diocèse d’Arras. […] En Flandre, les traces sont moins accusées, bien que le nombre des églises de Saint-Martin soit encore considérable. Un village dépendant autrefois des châtelains de Lille, Phalempin, passe pour avoir été converti au christianisme par la parole de notre saint missionnaire. Si la chose était démontrée, les plus anciennes paroisses d’alentour seraient en droit de revendiquer la même origine, car il serait bien invraisemblable qu’il fût venu jusque dans ces parages pour prêcher aux habitants d’une seule bourgade. » 
Le passage de Saint Martin par Arras, dit encore Albert Lecoy de La Marche, est attesté par « un antique chemin de Saint-Martin traversant Vaulx-Vraucourt, Croisilles, Saint-Martin-sur-Cojeul, Neuville-Vitasse, Beaurains, Dainville, Agnez-lez-Duisans, Habarcq, etc. De plus toutes ces paroisses sont encore placées sous le patronage de l’évêque de Tours si bien que l’auteur admet volontiers que l’absence de témoignages écrits n’est pas ici, par exception, un argument négatif sérieux. » Le passage du saint par Arras est donc quasi certain, celui par le Carembault, pour les mêmes raisons, l’est aussi, fort probablement. Voici donc les raisons du nom donné à notre église lors de sa consécration. Quand cette consécration eut-elle lieu ? À quelle date, avant 967, la première église fut-elle construite ? 
Nous ne pouvons qu’être sous le charme d’un texte écrit en 1638, dont le titre est explicite, à la manière des titres de l’époque, parfois surchargés et affectés : Histoire des Saints de la province de Lille, Douay, Orchies, avec la naissance, progrès, lustre de la religion catholique en ces chastellenies. Un chapitre y est consacré à « S. Martin, evesque de Tours, apostre d’Hennin, Carvin, Aveulin, Vitry, Chiery, Harne, Noiel, &c. et de l’église paroiss. De S. Amand. » Proche des communes citées, Provin figure dans cet « etc », de même que nombreuses paroisses dans les alentours. La mission de Saint Martin au terroir de Lille débuta environ l’an 383 : « Saint Martin, du haut de sa charité éminente regarda le Païsbas, qui panchoit au libertinage […] & accourut deux fois pour appuier la nouvelle génération & l’instruire en la vraye foy. […] Il prit la route de la Flandre & vint à Cysoin, place très ancienne. […] Le Glorieux Apostre a arrosé ce terroir de ses sueurs Apostoliques &, renversant les temples des idoles & baptizant les Payens, il y a basty plusieurs églises au vray Dieu.» 

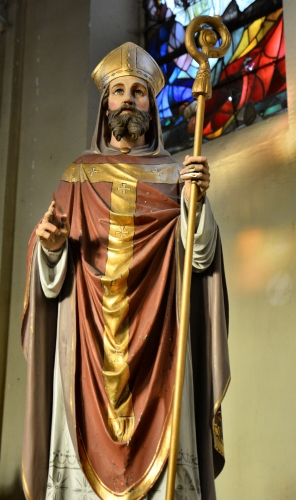
Saint Martin, église de Provin.

Un miracle se produisit non loin de Wavrin (un autre auteur, le Chanoine Narcisse Cruchet, en 1885, parle plutôt d’Autun en Bourgogne) ; Saint Martin réussit à détourner un arbre qui était censé l’écraser en tombant, abattu par des païens qui mettaient ses préceptes en doute et avaient décidé « qu’il faloit perdre un arbre pour rompre la teste à un ennemy capital. […] Ce miracle ouvrit les yeux aux plus rebelles à la lumière du ciel. Ce fut alors une douce violence que de briser les idoles, connoistre la vérité, abandonner les vices & embrasser les vertus de la Religion Chrétienne. » Son disciple Sulpice précise que la Province où le pin est tombé « fust aussitost après remplie d’Eglises & de Monastères. Si quelqu’un ne peut concevoir qu’il y eut des Abbayes fondées en ce temps à Phalempin & aux lieux circonvoyfins, que les Vandales, les Francs, les Huns auroient ruinées au siècle suivant : au moins il doit croire que S. Martin y a dressé les églises, qui le reconnoissent pour Patron iusqu’à présent, toutes aux environs de Phalempin, […] grand tesmoignage d’une dévotion enracinée dans les ames dès qu’elles ont receu la foy. L’auteur conclut en résumant la légende qui entoure le saint : Le Saint estoit si signalé en miracles & prodiges, qu’il semblait que Dieu l’eust fait Seigneur de toutes les créatures, avec tout pouvoir sur les diables, sur les cieux, sur les élémens, sur les malades, sur la mort mesme & tous les animaux, & que par son intention seule, par l’huyle qu’il bénissoit, par les nœuds de sa haire, par les cendres de son tombeau, par le seul nom de Martin, Dieu fit plusieurs miracles durant sa vie & après sa mort pour le rendre plus Glorieux par tout le monde. Ne mérite-t-il pas le nom d’Apostre de la Flandre Gallicane et d’Arthois ? »
Les représentations de saint Martin partageant son manteau sont nombreuses : vitraux, peintures, sculptures, bas-reliefs… ; ici, la statue qui veille sur les paroissiens dans l’église de Provin.